# Fuji

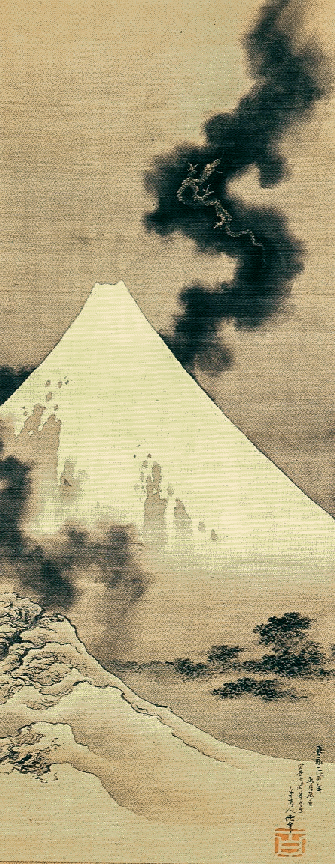
Katsushika Hokusai: Dragon zburând peste Fuji (Sculptura în lemn)

Muntele Fuji (în japoneză 富士山 Fuji-san [ɸɯʥisaɴ]) este un vulcan situat în partea centrală a insulei principale din arhipelagul Japoniei (insula Honshu), în nordul peninsulei Izu și la vest de Tokyo.  Aflat la granița dintre prefecturile Shizuoka și Yamanashi, este înconjurat de o zonă deluroasă și iese în evidență prin înălțime (3.776 m), fiind muntele cel mai înalt din Japonia, dar și prin frumoasa lui formă conică, simetrică. Din orice unghi ar fi privit, muntele Fuji oferă o înfățișare aproape neschimbată.
Vârful muntelui se găsește la coordonatele 35°21'35" N, 138°44'02" E.
În trecut muntele Fuji mai era cunoscut în Japonia și sub numele Fuji-yama, denumire care în prezent nu mai este folosită decât în afara țării. Trebuie precizat că partea -san din nume înseamnă munte și nu are nimic de a face cu titlul san folosit pentru persoane (însemnând domnul, doamna).
Prima escaladare cunoscută este cea a unui călugăr anonim din anul 663.

## Geologie
Ultima erupție a vulcanului Fuji a avut loc în decembrie 1707 și a durat până în ianuarie 1708, cenușa și fumul ajungând până la Tokyo (numit Edo la aceea vreme).
Vulcanul Fuji, având un crater secundar cu un diametru de 600 de metri și conținând trei focare: Komitake, Ko-Fuji și Shin-Fuji, se găsește situat pe linia de fractură cunoscută sub denumirea de Cercul de foc al Pacificului, la limita dintre trei plăci tectonice: placa euro-asiatică, placa Ohotsk și placa Filipinelor. Este considerat ca un vulcan activ cu o probabilitate redusă de erupție.
Cercetătorii vulcanologi și geologi consideră că vulcanul a trecut prin patru faze în evoluția sa:
- Sen-komitake: un strat de andezit situat în adâncul muntelui;
- Komitake Fuji: stratul următor, din bazalt, în vechime de mai multe sute de mii de ani;
- Vechiul Fuji: vechi de cca 100.000 de ani;
- Noul Fuji: ultimul strat de roci, luând naștere înainte cu circa 10.000 de ani.

## Popularitate

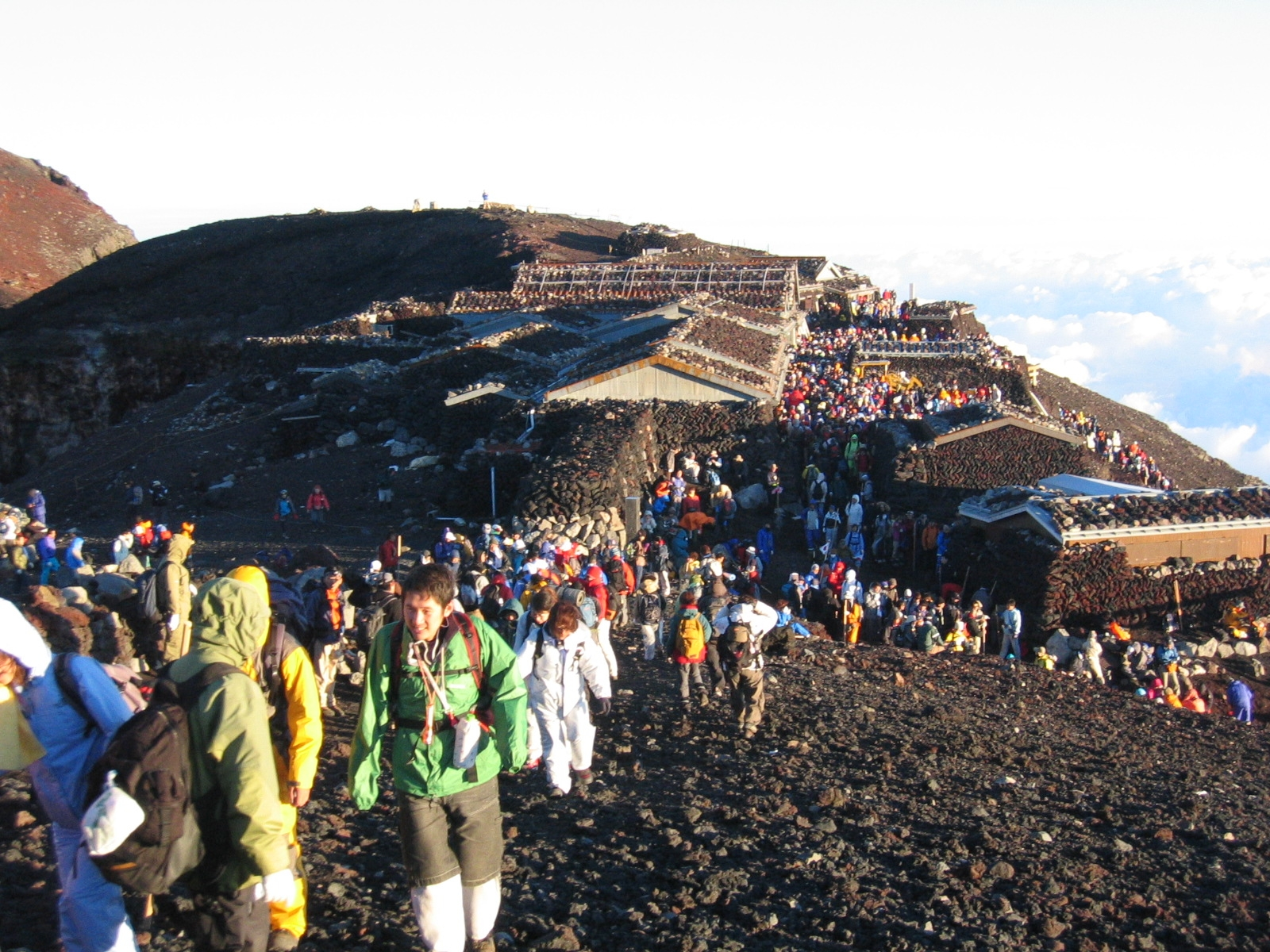
Mulțime adunată pe Fuji

Fuji 3D

- Muntele este considerat sacru în religia șintoistă motiv pentru care probabil primul care a escaladat muntele a fost un preot șintoist.

Din același motiv accesul pe munte era interzis femeilor până în perioada Meiji.
- Azi este muntele cu unele dintre cele mai mari atracții turistice din Japonia, vara fiind zilnic circa 3000 de turiști pe vârf, fiind un munte relativ ușor de urcat.

O deosebită panoramă fiind răsăritul soarelui peste Oceanul Pacific văzut de pe munte, pentru aceasta  mulți turiști înnoptează pe munte în corturi.
- Vulcanul este considerat datorită conului său simetric unul dintre cel mai frumos munte din lume, fiind pentru pictori, poeți o temă preferată.

Prima reprezentare grafică a muntelui datează din secolul al XVIII-lea fiind renumita operă de artă a lui Katsushika Hokusai,cu 36 de tablouri.

## Imagini ale Muntelui Fuji

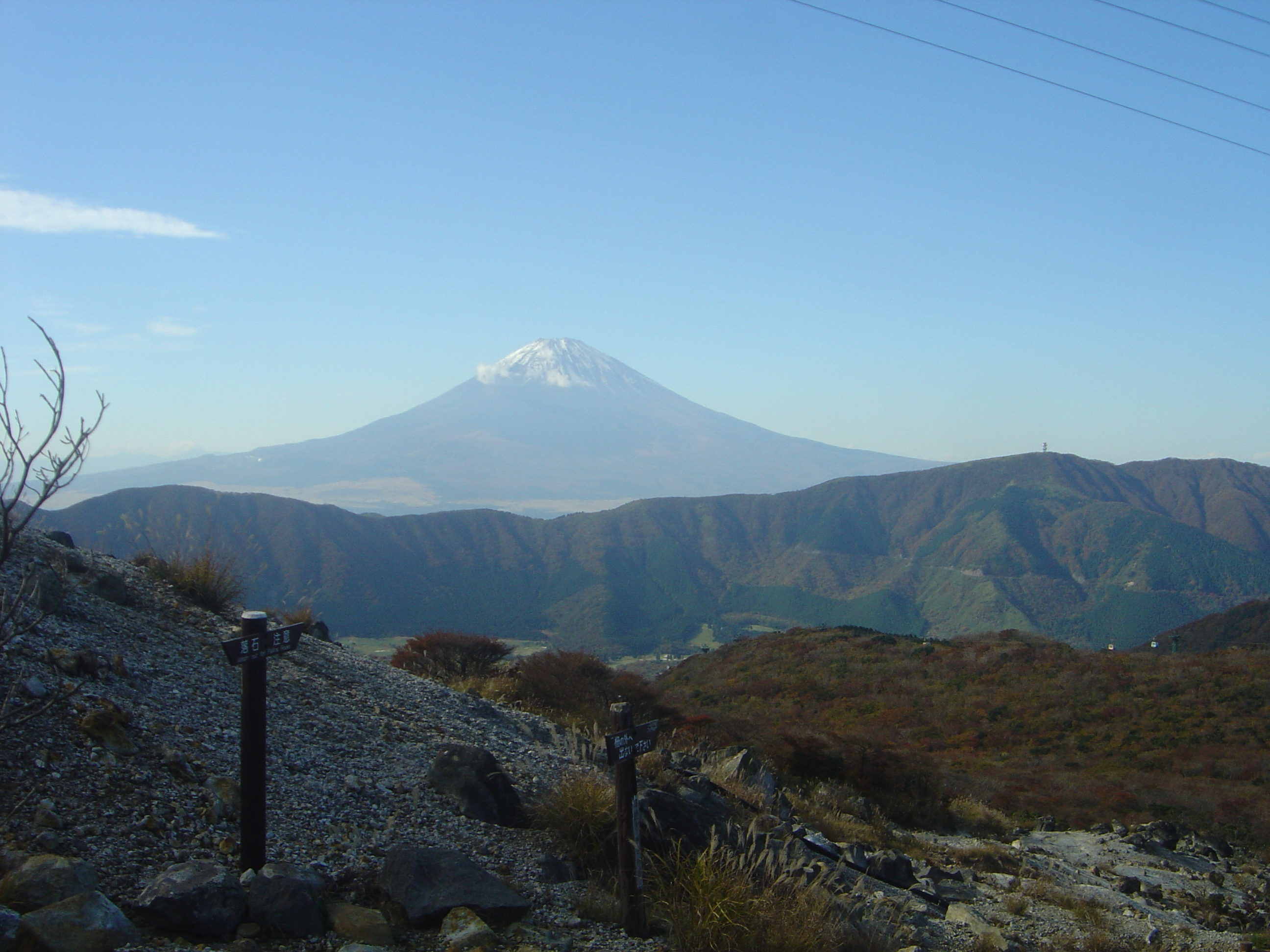
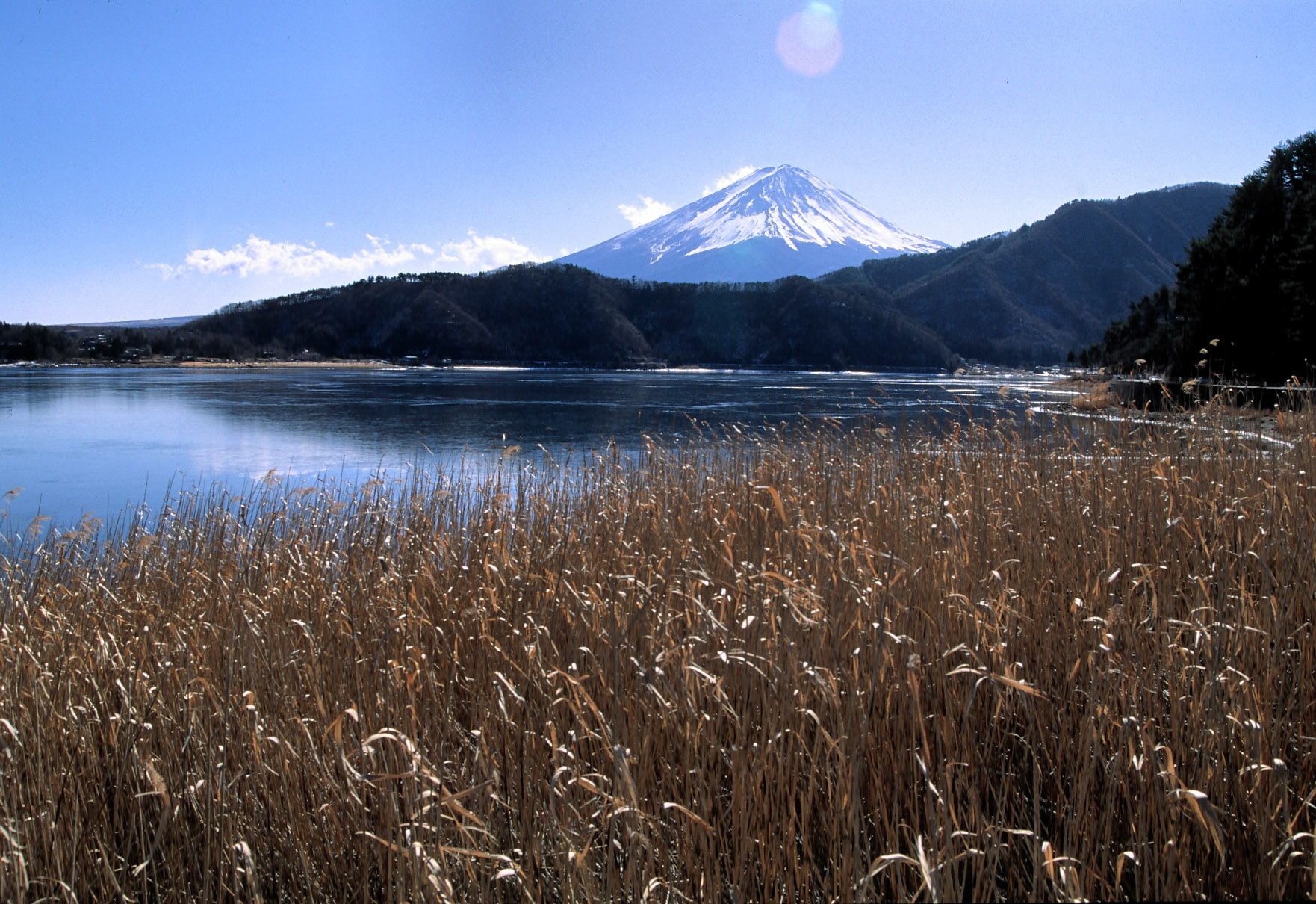
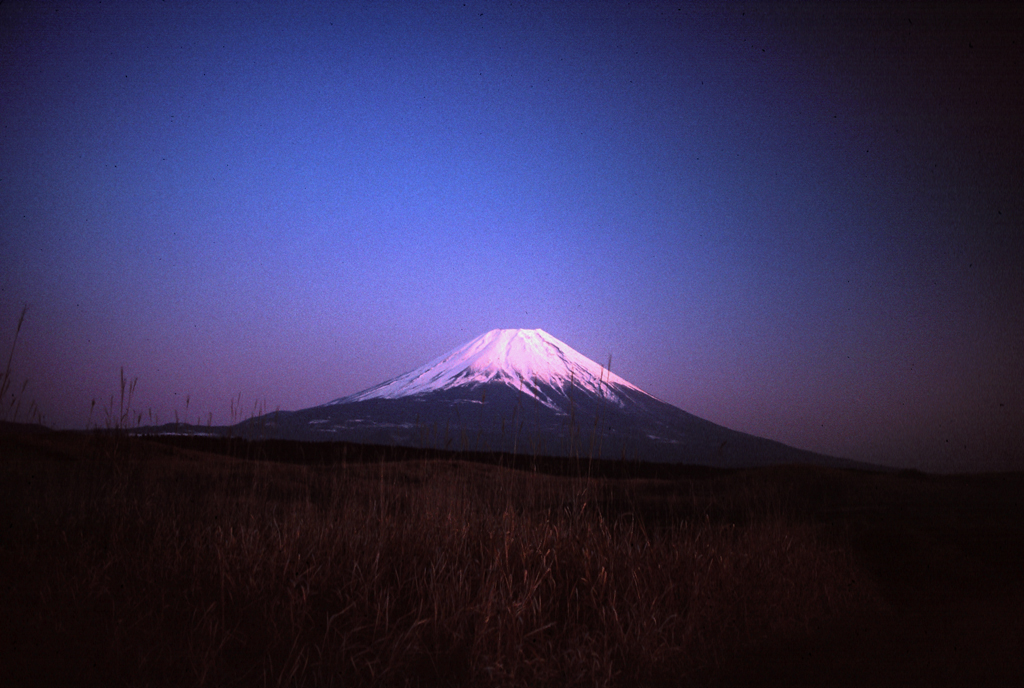
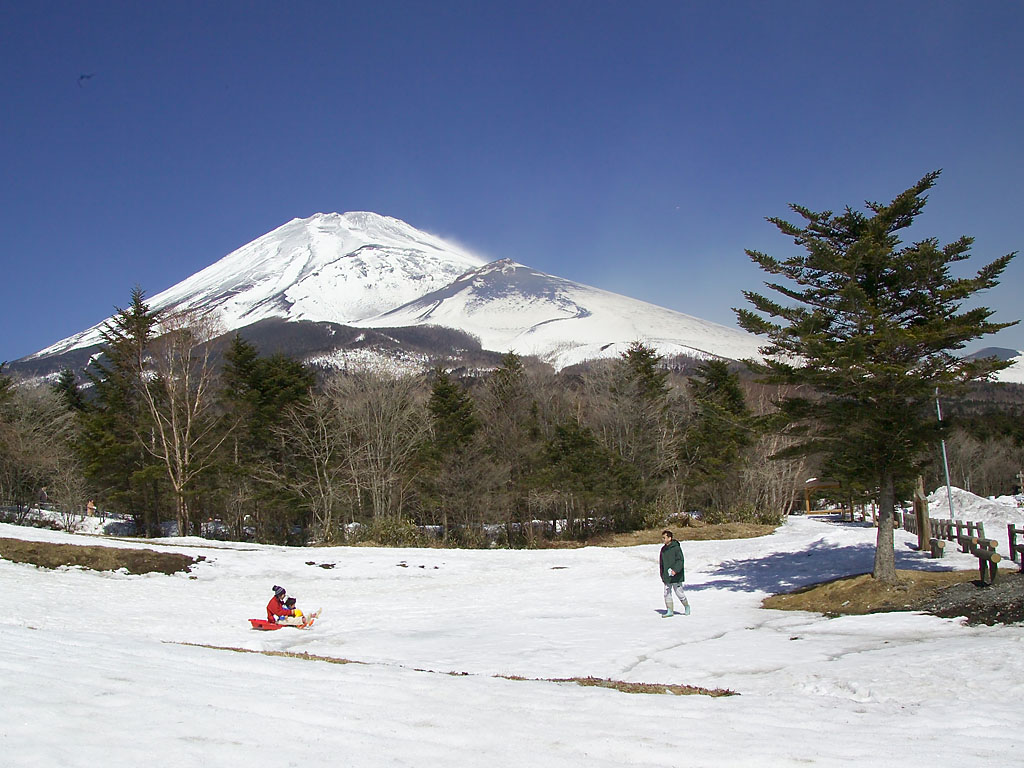